# Гусев, Андрей Дмитриевич
Андре́й Дми́триевич Гу́сев (1886, Казань — 13 июля 1952, Казань) — советский врач, судебно-медицинский эксперт, доктор медицинских наук (1926), профессор (1923).

## Биография
Родился в 1886 году в Казани.
В 1912 году окончил медицинский факультет Казанского университета. В том же году начал работать в должности земского врача в Курмышском уездном земстве Симбирской губернии, одновременно исполняя обязанности секретаря врачебного совета управы.
В годы Первой мировой войны служил в воинских частях в Казани. С началом гражданской войны также служил военным врачом в госпиталях этого города. Принимал деятельное участие в борьбе с эпидемиями.
После демобилизации из Красной армии в 1921 году стал работать на кафедре судебной медицины Казанского университета, которую возглавлял профессор Василий Неболюбов. Работал вначале в качестве помощника прозектора, а затем прозектором.
В 1923 году Гусев назначен заведующим кафедрой судебной медицины. В 1926 году совет Казанского университета присудил ему ученую степень доктора медицины Honoris causa и звание приват-доцента. В том же году успешно защитил докторскую диссертацию на тему по сравнительному анализу проб на наличие крови. В 1928 году он был избран профессором. В 1926 году назначен главным судебно-медицинским экспертом Татарской АССР, трудился на этом посту до 1946 года.
Андрей Гусев был специалистом в вопросах диагностики смерти от асфиксии. Написал две главы в разделе «Асфиксия» для учебника по судебной медицине под общей редакцией профессора Н. В. Попова (издана в 1938 году).
Кафедра судебной медицины Казанского университета уделяла большое внимание исследованию крови. Гусев опубликовал статью критического характера по поводу реакции Манойлова, в которой автор выразил сомнение в пригодности этой реакции для использования в судебно-медицинских целях.
Большое внимание уделял так называемым «врачебным делам», вопросу привлечения врачей к судебной ответственности. В качестве экспертов привлекались видные учёные медицинского факультета Казанского университета — хирурги В. Л. Боголюбов и П. М. Красин, акушеры В. С. Груздев и А. И. Тимофеев, педиатр Е. М. Лепский и другие.
Принял участие в работе Первого съезда судебно-медицинских экспертов РСФСР в 1926 году и съездов врачей Поволжья, проведенных по инициативе казанских ученых.
На Третьем съезде врачей Поволжья, проходившем в Астрахани в 1930 году, выступил с докладом «О судебной ответственности врача», в котором были освещены вопросы врачебного долга.
Преподавал в Казанском государственном медицинском институте, где заведовал кафедрой судебной медицины, которую возглавлял до конца своей жизни.
Написал научные труды по судебно-медицинским исследованиям крови, вещественным доказательствам, внедрению полученных результатов исследованиям в судебно-медицинскую практику.
Умер 13 июля 1952 года в Казани.

## Известные адреса
- Казань, Ново-Горшечная улица, дом 30.[3]